# Haylie (Megalith)

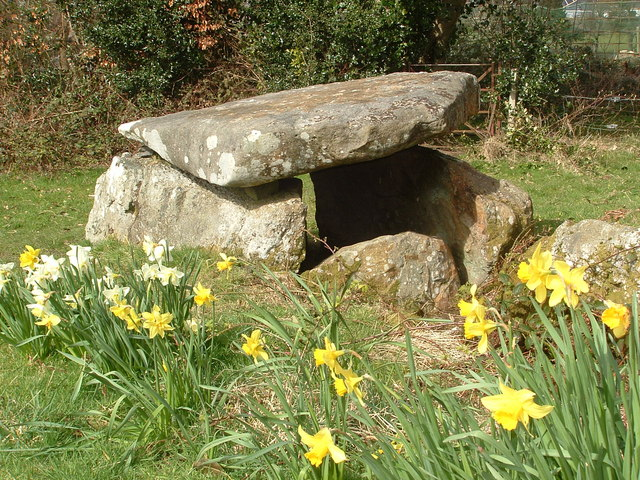
Haylie

Die Kammer des Haylie Chambered Tomb (auch Haco’s Tomb oder Margaret’s Law genannt) liegt auf einer Wiese nahe der „Cathcart Road“ am Rande des Douglas Park in Largs am Firth of Clyde in North Ayrshire in Schottland an einem sanften Hang. Vom gehäuften Vorkommen solcher Hänge leitet sich der Name Largs ab, vom schottischen Gälisch Na Leargaidh Ghallda – die Abhänge. 

## Beschreibung
Die Megalithanlage vom Typ Clyde Tomb war bedeckt von einem großen Cairn, „Margaret’s Law“ genannt, der im Jahre 1772 entfernt wurde. Die Galerie mit Zugang im Osten ist 6,6 m lang und zwischen 0,9 und 1,2 m breit. Die erhaltene Kammer ist Teil der ursprünglich aus drei Kammern bestehenden Galerie, von der nur die innerste Kammer mit dem Trenn- und Schlussstein besser erhalten ist. Von den beiden vorderen Kammern ragen nur die abgeschlagenen Reste der seitlichen Tragsteine aus dem Boden.

## Funde
Überliefert ist, dass im Jahr 1772 zwei der Kammern je fünf Schädel enthielten. Bei Ausgrabungen im Jahre 1954 wurden in der Kammer Teile von zwei Schädeln und andere Knochen und mehrere zerbrochene braune Urnen wurden. Ein Werkzeug aus Feuerstein befindet sich in Privatbesitz.
Der Alternativname Haco’s Tomb leitet sich vielleicht von dem norwegischen König Håkon IV. und dessen Kampf in der Schlacht von Largs im Jahre 1263 ab.